# Genista hassertiana
Genista hassertiana là một loài thực vật có hoa trong họ Đậu. Loài này được (Bald.) Buchegger miêu tả khoa học đầu tiên.